# José María Rodero
José María Rodero Luján (Valdepeñas, 26 de diciembre de 1922 - Madrid, 14 de mayo de 1991) fue un actor español.

## Biografía
Tras cursar Bachillerato en el Instituto Cisneros y comenzar estudios en la Escuela Superior de Ingenieros Agrónomos, sintió curiosidad por el mundo de la interpretación al enamorarse de una actriz. Tras presentarse a unas pruebas del Teatro Español, intercambia sus estudios de ingeniería por los de Arte Dramático.
Ingresó en la Compañía de María Guerrero, y ya en la década de 1950 se había consolidado como uno de los activos más sólidos de los escenarios madrileños, con piezas como Plaza de Oriente (1947) e Historias de una casa (1949), ambas de Joaquín Calvo Sotelo, El landó de seis caballos (1950), de Víctor Ruiz Iriarte, Soledad (1953), de Miguel de Unamuno, Colombe 1953) de Jean Anouilh, La Plaza de Berkeley (1952), de  John L. Balderston, La casa de la noche (1954)  de Thierry Maulnier,  La herida luminosa (1955), de Josep Maria de Sagarra , Yo traigo la lluvia (1957), de Richard Nasch, La Celestina (1957) de Fernando de Rojas o Elena Osorio (1958) de Claudio de la Torre. Tras triunfar con En la ardiente oscuridad, de Buero Vallejo, formó su propia compañía con la que ya por entonces era su esposa, la también actriz Elvira Quintillá. 
Decenas de montajes, en las décadas de 1960 y 1970, lo avalan como uno de los grandes actores españoles del siglo, destacando ¿Dónde vas, triste de ti? (1959), Una tal Dulcinea (1961), El concierto de San Ovidio (1962), El caballero de las espuelas de oro (1964), ¿Quién quiere una copla del Arcipreste de Hita? (1965), de José Martín Recuerda, Corona de amor y muerte (1966) de Alejandro Casona, Los siete infantes de Lara (1966), de Lope de Vega, El tragaluz (1967), Luces de bohemia (1970), Los emigrados (1976), Enrique IV (1986), El hombre deshabitado (1988), Historia de un caballo (1979), Las mocedades del Cid (1990) o Hazme de la noche un cuento (1991). A destacar, igualmente, sus participaciones a lo largo de varios años en el Festival de Teatro Clásico de Mérida, con obras como Calígula (1963 y 1982), de Albert Camus; Julio César (1964), de William Shakespeare; y La cena del rey Baltasar (1981), de Pedro Calderón de la Barca.
Su carrera cinematográfica se remonta a 1945. Fue especialmente intensa en las dos siguientes décadas, ya que desde mediados de los sesenta espació cada vez más sus incursiones en la gran pantalla, en beneficio de la televisión. Trabajó a las órdenes, entre otros, de Luis García Berlanga, Juan Antonio Bardem, Rafael J. Salvia o José María Forqué. Títulos como Balarrasa, Séptima página, Esa pareja feliz, Novio a la vista, Concierto mágico o El guardián del paraíso se incluyen en su repertorio.
Su presencia en televisión fue asidua en la época dorada del teatro televisado en España. Intervino en numerosas piezas en el espacio Estudio 1, destacando La muerte de un viajante (1972), de Arthur  Miller, Las Meninas (1974), de Antonio Buero Vallejo y sobre todo su recreación de Jurado nº 8 en la adaptación que para la pequeña pantalla hizo Gustavo Pérez Puig de Doce hombres sin piedad de Reginald Rose (16 de marzo de 1973). Fue coprotagonista junto a Enrique San Francisco de La larga noche de los bastones blancos (1979). Su última intervención televisiva fue en la serie Brigada Central (1989).
Premio Nacional de Teatro en 1971 y Premio Mayte de Teatro en 1976.
Falleció en Madrid el 14 de mayo de 1991, cuando preparaba el estreno de Hazme de la noche un cuento del dramaturgo Jorge Márquez.

## Teatro (relación parcial)
- España: una, grande y libre (7 de abril de 1940)
- Garcilaso de la Vega, (1940)
- La Celestina (1940)
- El patio, (1941)
- La casa de la Troya, (1941)
- La losa de los sueños, (1941)
- Las mocedades del Cid, (1941)
- Los hijos de la noche, (1941)
- Víspera, (1941)
- Ella, él y un pobre hombre (1942)
- Traidor, inconfeso y mártir, (1944)
- En la ardiente oscuridad, (1950)
- El laberinto, (1960)
- Angelina o el honor de un brigadier, (1961)
- Una tal Dulcinea, (1961)
- El concierto de San Ovidio, (1962)
- Calígula, (1963)
- El caballero de Olmedo, (1963)
- El caballero de las espuelas de oro, (1964)
- El tragaluz. (1967)
- El veneno del teatro, (1983)
- Luces de Bohemia, (1984)
- Enrique IV, (1985)
- El hombre deshabitado, (1988)

## Filmografía
- Espronceda, (1945)
- Cinco lobitos, (1945)
- Senda ignorada, (1946)
- Las inquietudes de Shanti Andía, (1947)
- Angustia, (1947)
- Luis Candelas, el ladrón de Madrid , (1947)
- Séptima página, (1950)
- Balarrasa, (1951)
- Esa pareja feliz. (1951)
- Ronda española, (1952)
- Don Juan Tenorio, (1952)
- Concierto mágico, (1953)
- Juzgado permanente, (1953)
- Novio a la vista, (1954)
- Aventuras del barbero de Sevilla, (1954)
- La patrulla, (1954)
- Tirma, (1954)
- El guardián del paraíso, (1955)
- Rapto en la ciudad, (1955)
- La herida luminosa, (1956)
- Mañana, (1957)
- La rana verde, (1957) [nota 1]
- La frontera del miedo, (1958)
- ¡Viva lo imposible!, (1958)
- Los tramposos, (1959)
- Muerte al amanecer, (1960)
- El pobre García, (1961)
- La becerrada, (1963)
- Nuevas amistades (1963)
- Carola de día, Carola de noche, (1969)
- Proceso a Jesús, (1974)
- Una mujer de cabaret, (1974)
- La espada negra, (1976)
- El caballero de la mano en el pecho, (1976)
- La larga noche de los bastones blancos (1979)
- El mágico prodigioso (cortometraje), (1981)

## Actuaciones en televisión
- Primera fila
  - La herida luminosa (21 de diciembre de 1962)
  - Una tal Dulcinea (13 de octubre de 1965)
- Confidencias
  - El retrato de Óscar (1 de octubre de 1963)
  - Aumento de sueldo (12 de diciembre de 1964)
  - Hoy he vuelto a la escuela (30 de enero de 1965)
- Escuela de maridos
  - Marido y whisky (21 de diciembre de 1963)
- Sospecha
  - El hombre bien vestido (17 de enero de 1964)
- Novela
  - En tinieblas (25 de octubre de 1965)
  - Gabriel y Galán (22 de junio de 1970)
  - Gabriel y Galán II (23 de junio de 1970)
  - Gabriel y Galán III (24 de junio de 1970)
  - Gabriel y Galán IV (25 de junio de 1970)
  - Gabriel y Galán V (26 de junio de 1970)
  - El primer amor de Desirée (21 de junio de 1971)
  - El primer amor de Desirée II (22 de junio de 1971)
  - El primer amor de Desirée III (23 de junio de 1971)
  - El primer amor de Desirée IV (24 de junio de 1971)
  - El primer amor de Desirée V (25 de junio de 1971)
  - El primer amor de Desirée VI (28 de junio de 1971)
  - El primer amor de Desirée VII (29 de junio de 1971)
  - El primer amor de Desirée VIII (30 de junio de 1971)
  - El primer amor de Desirée IX (1 de julio de 1971)
  - El primer amor de Desirée X (2 de julio de 1971)
  - El primer amor de Desirée XI (5 de julio de 1971)
  - El primer amor de Desirée XII (6 de julio de 1971)
  - El primer amor de Desirée XIII (7 de julio de 1971)
  - El primer amor de Desirée XIV (8 de julio de 1971)
  - El primer amor de Desirée XV (9 de julio de 1971)
  - El invernadero (5 de enero de 1976)
- Tiempo y hora
  - Carta a Julia (25 de junio de 1966)
  - Vuestro circo. Mi circo (4 de diciembre de 1966)
- Escuela de matrimonios
- ¿Han de lavar los platos los maridos? (9 de junio de 1967)
- Estudio 1
  - El caballero de las espuelas de oro (21 de mayo de 1968)
  - Acreedores (15 de noviembre de 1970)
  - Calígula (25 de octubre de 1971)
  - La muerte de un viajante (10 de noviembre de 1972)
  - El concierto de San Ovidio (19 de enero de 1973)
  - Doce hombres sin piedad (16 de marzo de 1973)
  - El caballero de la mano en el pecho (13 de febrero de 1977)
  - Trampa para un hombre solo (30 de mayo de 1977)
  - Pigmalión (21 de febrero de 1979)
  - Los emigrantes (18 de diciembre de 1981)
  - El amante complaciente (7 de junio de 1982)
- Juegos para mayores
  - La visita del médico (1 de febrero de 1971)
- Teatro de siempre
  - Calígula (25 de octubre de 1971)
- Silencio, estrenamos
  - Episodio 2 (24 de abril de 1974)
- Noche de teatro
  - Las Meninas (28 de junio de 1974)
- Canciones de nuestra vida (documental, 1975)
- Cuentos y leyendas
  - Los tres maridos burlados (31 de octubre de 1975)
- Los libros
  - Eugenia Grandet (14 de diciembre de 1977)
- Sabadabadá
  - Episodio del 21 de julio de 1983
- Anillos de oro
  - Tiempo feliz de caramelo (4 de noviembre de 1983)
- A Electra le sienta bien el luto
  - Episodio 1 (7 de abril de 1986)
  - Episodio 2 (14 de abril de 1986)
  - Episodio 3 (21 de abril de 1986)
- La voz humana
  - El veneno del teatro (3 de octubre de 1986)
- Brigada Central
  - Flores, "El Gitano" (3 de noviembre de 1989)
  - Sólo para amigos (10 de noviembre de 1989)
  - Vistas al mar (17 de noviembre de 1989)
  - Último modelo (24 de noviembre de 1989)
  - Pies de plomo (1 de diciembre de 1989)
  - Asuntos de rutina (8 de diciembre de 1989)
  - Noche sin fin (15 de diciembre de 1989)
  - El ángel de la muerte (22 de diciembre de 1989)
  - El cebo (29 de diciembre de 1989)
  - Antigüedades (5 de enero de 1990)
  - Desde el pasado (12 de enero de 1990)
  - La dama de las camelias (19 de enero de 1990)
  - El hombre del reloj (26 de enero de 1990)
  - Turno de noche (2 de febrero de 1990)